# کلوویس سوم
کلوویس سوم (زادهٔ پیرامون ۶۷۰ - مرگ پس از ۶۷۶) پادشاه فرانک‌های اوسترازیا از ۶۷۵ تا ۶۷۶ بود. چنین ادعا شده‌بود که او پسر کلوتار سوم است اما در حقیقت کلوویس خردسال را ایبروآن، شهردار کاخ برکنارشدهٔ نوستریا با فریبکاری بر تخت پادشاهی نشانده بود.
شیلدریک دوم، پادشاه وقت اوسترازیا، در سال ۶۷۵ به‌قتل رسید و نوستریایی‌ها و بورگوندیایی‌ها تئودریک سوم، پادشاه نوستریا و بورگوندی را به‌عنوان شاه جدید اوسترازیا اعلام کردند. اما اوسترازیایی‌ها با حمایت ایبروآن و در مخالفت با آنها، کلویس ۵ ساله را پادشاه جدید خود خواندند. با وجود این وقتی ایبروآن حمایت اندک از پادشاهی کلوویس را دید چنین عنوان نمود که حاضر است در مقابل انتصاب دوباره‌اش به مقام شهرداری کاخ‌های نوستریا، از حمایت خود از شاه کوچک دست بردارد. درخواست او مورد پذیرش قرار گرفت و کلوویس سوم در سال ۶۷۶ از سلطنت برکنار شد. او را احتمالاً پس از برکناری به صومعه‌ای فرستادند که در همانجا نیز در تاریخی نامعلوم درگذشت.